# Bisior

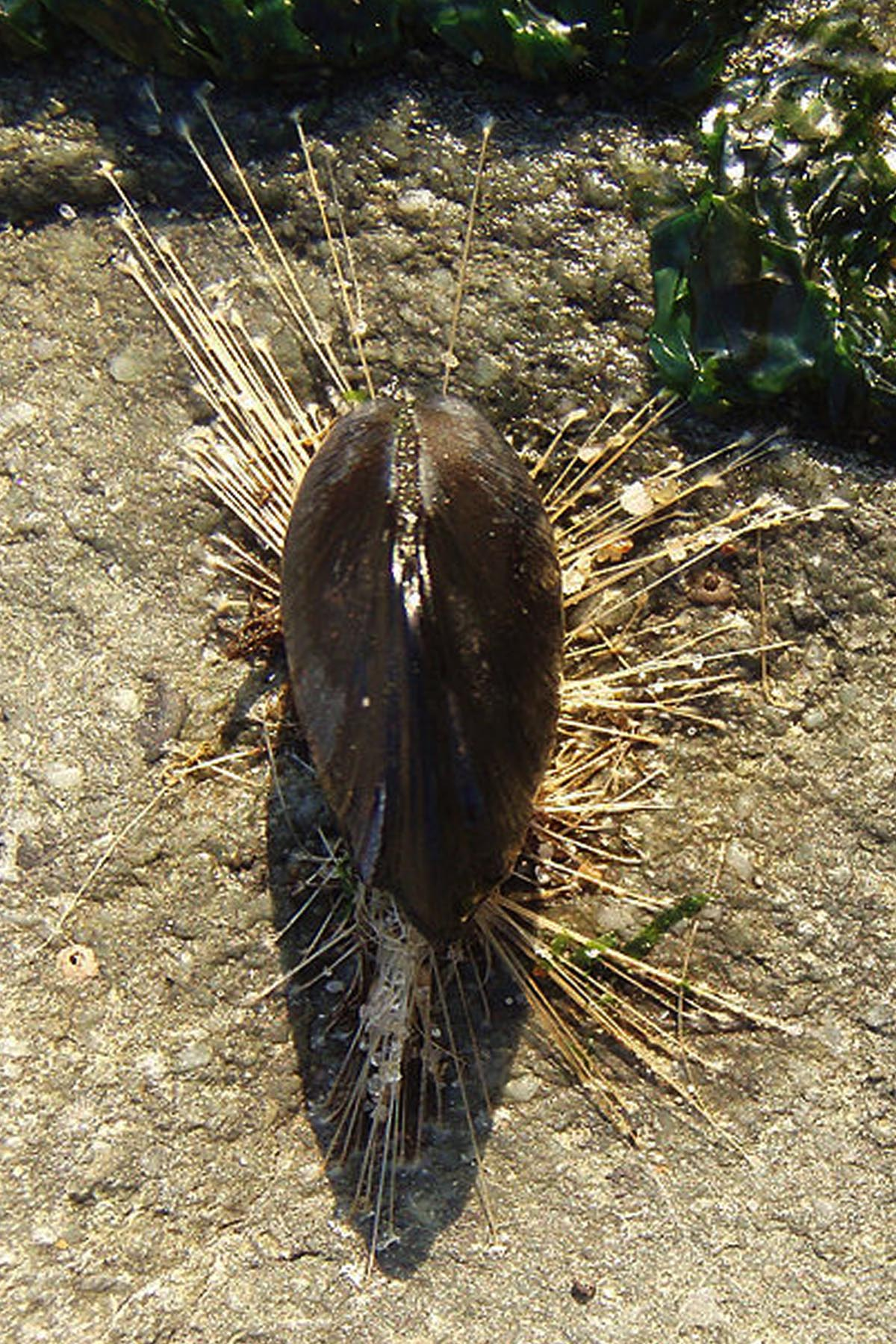
Kalifornijski omułek przyczepiony do skały za pomocą bisioru

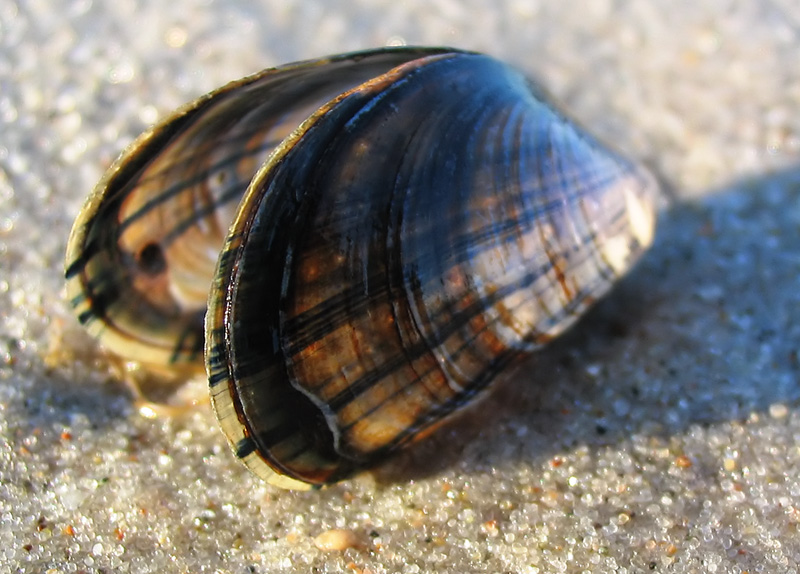
Omułek jadalny (Mytilus edulis)

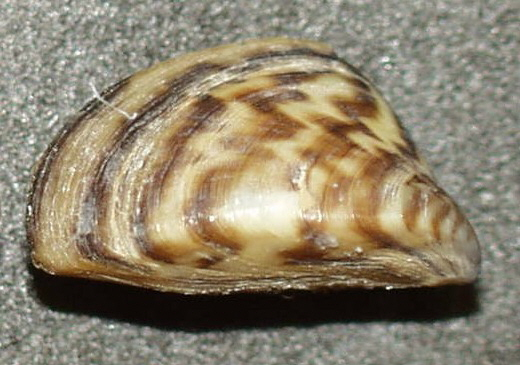
Racicznica zmienna (Dreissena polymorpha)

Bisior (starorus. biser – naszyjnik z pereł) – wiązka jedwabistych nici powstająca z szybko krzepnącej wydzieliny niektórych, głównie morskich małży (omułek, szołdra) lub rzadko słodkowodnych (racicznica). Wśród gatunków występujących w Polsce bisior wytwarza racicznica zmienna.
Nici te powstają z wydzieliny gruczołu bisiorowego, leżącego u nasady nogi małża i służą do przytwierdzania się małża do podłoża. Osiągają długość do 6 cm. U niektórych gatunków małży z rodziny gniazdówkowatych służą także do sklejania materiałów gniazda. Bisior nie zrasta się z nabłonkiem małża – jest przytrzymywany mięśniem nogi i w każdej chwili może być porzucony.

## Jedwab morski
W starożytności i w średniowieczu wyrabiano z bisioru bardzo cienkie i lśniące tkaniny określane jako jedwab morski lub oceaniczny, po włosku „tarantine” (od miejscowości Tarent, gdzie bisior był produkowany); były one prawdopodobnie najdroższą tkaniną starożytności. Powstawał z nici pozyskiwanych  głównie z dużego, bo dorastającego do 60–90 cm długości, małża Pinna nobilis L. (pol. przyszynka szlachetna) z Morza Śródziemnego.
Zalety bisioru sławił już w starożytności Herodot (2,86 i 7,181), również XIX-wieczni egiptolodzy na podstawie swych odkryć potwierdzili znajomość jedwabiu morskiego w dawnym Egipcie.
Badania gdańskich naukowców wykazały, że z bisioru wykonana jest prawdopodobnie tkanina znana jako Całun z Manoppello.
Głównym ośrodkiem produkcji bisioru był Tarent we Włoszech, a także Korsyka, Sardynia i Sycylia. Jedwab morski był bardzo ceniony ze względu na swoją rzadkość i złocisty połysk. Był niebywale drogi, ponieważ produkowano go ręcznie, a zdobycie nici bisiorowych nie było proste. Przyczyniło się to też do przetrzebienia siedlisk Pinna nobilis L..
W wieku XVIII modna była bisiorowa galanteria (pończochy, apaszki, rękawiczki) – zachwycano się jej lekkością: poskładaną  parę rękawiczek dało się zmieścić w skorupce włoskiego orzecha.
W dzisiejszych czasach morski jedwab produkowany jest tylko na wyspie Sant’Antioco koło Sardynii. Mieszka tam jedyna na świecie kobieta, która potrafi wytwarzać tkaniny bisiorowe – Chiara Vigo.
Bisior produkowany obecnie używany jest głównie do naprawy muzealnych eksponatów wykonanych z tarantine.